# Mandy Patinkin
Mandel Bruce "Mandy" Patinkin (Chicago, Illinois, 30 de noviembre de 1952) es un actor y cantante estadounidense.

## Carrera
Su primer papel fue de «Che» en Evita en Broadway, en 1979. Después de su inicio en musicales teatrales, se aventuró en el cine, actuando en algunas películas como Yentl y Ragtime, antes de volver a Broadway en 1984, para protagonizar Sunday in the Park with George.
Pero fue en 1987 cuando tuvo su papel más importante en The Princess Bride, convertida ya en película de culto, interpretando al español Íñigo Montoya con su inolvidable frase «Hola. Me llamo Íñigo Montoya; tú mataste a mi padre. Prepárate a morir».
En la década de 1990 continuó apareciendo en películas como Dick Tracy, Alien Nation y en Broadway en The Secret Garden. También lanzó dos discos llamados Mandy Patinkin y Dress Casual.
En 1994 se produjo su vuelta a la televisión para realizar el papel del Dr. Jeffrey Geigar en Chicago Hope. Después de su éxito de audiencia, abandona el programa en la segunda temporada.
Desde Chicago Hope, Patinkin ha participado en varias películas, además de realizar su carrera de cantante. Volvió a Broadway en 2002 con New York Shakespeare Festivals's The Wild Party. Últimamente se le vio en las teleseries, de comedia Dead Like Me y en la de suspenso psicológico Mentes criminales.
A partir de 2010 forma parte del elenco de la serie Homeland en el que interpreta a Saul Berenson, jefe de división de la CIA. La serie está basada en la original israelí llamada Hatufim, también conocida como Los Prisioneros de Guerra, que fue creada por Gideon Raff. La serie está protagonizada por Claire Danes como Carrie Mathison, una agente de la CIA de operaciones que ha llegado a creer que un marine estadounidense, que fue hecho prisionero por Al-Qaeda, se convirtió en el enemigo y ahora representa un riesgo significativo para la seguridad nacional.

## Actuación

### Cine
- The Big Fix (1978) - Pool Man
- French Postcards (1979) - Sayyid
- Ragtime (1981) - Tateh
- Daniel (1983) - Paul Isaacson
- Yentl (1983) - Avigdor
- The Princess Bride (1987) - Íñigo Montoya
- The House on Carroll Street (1988) - Ray Salwen
- Alien Nation (1988) - Detective Samuel Francisco
- Dick Tracy (1990) - 88 Keys
- The Doctor (1991) - Dr. Murray Kaplan
- Impromptu (1991) - Alfred De Musset
- True Colors (1991) - John Palmeri
- The Music of Chance (1993) - Jim Nashe
- Squanto: A Warrior's Tale (1994) - Brother Daniel
- El Jorobado de Notre Dame (1997) - Quasimodo
- Men with guns (1997) - Andrew
- Lulu on the Bridge (1998) - Philip Kleinman
- The Adventures of Elmo in Grouchland (1999) - Huxley
- Piñero (2001) - Joseph Papp
- 4.3.2.1 (2010) - Sr Jago Larofsky
- Wish I Was Here (2014) - Gabe Bloom
- La reina de España (2016)
- Wonder (2017) -  Mr. Tushman
- Smurfs: The Lost Village (2017) - Papá Pitufo (Voz)
- Life Itself (2018) -  Irwin Dempsey
- La elefanta del mago (2023) - Vilna Lutz[1]

### Televisión
- Chicago Hope - Dr. Jeffrey Geiger (Emmy Award, 1995)
- Tan muertos como yo - Rube
- Los Simpson - John Parkfield en «La boda de Lisa». (Sexta temporada, episodio 619)
- Mentes criminales (2005-2007) - Jason Gideon
- Homeland (2011-2020) - Saul Berenson
- The Good Fight (2021) - Hal Wackner

### Anuncios de televisión
- 7-Up (1970)
- Kellogg's Frosted Mini-Wheats (1971) (primer anuncio de Kellogg's Frosted Mini-Wheats).
- Procrit approx. (2001)
- Crestor (2005)

## Teatro
- Dress Casual
- The Wild Party  (2000) - Burrs
- The Secret Garden (1991) - Archibald Craven
- Sunday in the Park with George (1984) - George
- Evita (1979) - Che (Tony Award, 1980)
- The Shadow Box - Mark

## Discografía
- Evita (1978)
- Sunday in the Park with George (1984)
- Mandy Patinkin (1989)
- I'm Breathless (1990)
- The Secret Garden (1991)
- Experiment (1994)
- Oscar & Steve (1995)
- Mamaloshen (1998)
- The Wild Party (2000)
- Kidults (2001)
- Sings Sondheim (2002)
- Children and Art (2019)